# Analog summator

Adderare av tre analoga signaler, där summan får invers tecken; triangeln föreställer en OP-förstärkare.

En analog summator är en elektronisk krets som adderar ett antal spänningssignaler så att utgångsspänningen blir summan av ingångsspänningarna, eventuellt med en viss förstärknings/dämpningsfaktor för samtliga kanaler. Oftast är kretsen uppbyggd kring en operationsförstärkare. Användningsområdena är många, till exempel är den analoga summatorn huvudkomponenten i ett analogt mixerbord. Inom reglertekniken har den också varit en viktig funktion.
Under det senaste årtiondet har man alltmer börjat övergå till digital signalbehandling och datoriserade styrsystem och denna krets har fått minskad betydelse.